# Richard Harris
Richard St. John Harris (1. října 1930 Limerick, Irsko – 25. října 2002 Londýn, Anglie) byl irský herec, zpěvák, skladatel, divadelní producent, režisér a spisovatel. Objevoval se na divadelních prknech i ve filmu. Mezi jeho nejslavnější role patří ragbyový hráč Frank Machin v oscarovém filmu Ten sportovní život (This sporting life) či Král Artuš ve filmu Král Artuš a jeho družina (Camelot). Proslul též rolí Albuse Brumbála v prvních dvou filmech o Harrym Potterovi.

## Životopis
Narodil se jako pátý z devíti dětí v Limericku v Irsku rodičům Ivanu Johnu Harrisovi a Mildred Josephine Harty Harrisové. (V rodném městě má svou sochu v životní velikosti.) Původně navštěvoval jezuitskou kolej. Závodně hrál squash a ragby, na ragbyových turnajích se seznámil se svými dvěma budoucími hereckými kolegy Peterem O'Tooleem a Richardem Burtonem. Po celý život byl fanouškem slavného týmu Muster Rugby. Jeho sportovní kariéru přerušilo onemocnění tuberkulózou.
Po úspěšné léčbě odešel do Velké Británie, kde se chtěl stát režisérem. Avšak nemohl najít žádné vhodné kurzy, a tak nastoupil do londýnské Akademie hudebního a hereckého umění (LAMDA). V roce 1956 ji úspěšně dokončil a zahájil hereckou kariéru jako člen Divadelní dílny Joan Littlewoodové. Od konce 50. let se začal uplatňovat ve filmu, zpočátku zpočátku ve vedlejších, později v hlavních rolích.
V 70. letech 20. století byl úspěšný ve filmu. Ale pro jeho budoucí život to moc šťastné období nebylo, jelikož v této době měl problémy s alkoholem. Začaly se u něho střídat apatie (lhostejnost, zeslabení zájmů, snížení chuti k životu, pasivita) a agresivita. I nadále dostával spoustu filmových nabídek a podruhé se oženil.

## Kariéra
Debutoval v roce 1958 ve filmu Alive and Kicking, roku 1959 získal hlavní roli ve filmu Ginger Man in the West End. Roku 1963 ztvárnil jednu ze svých životních rolí, postavu profesionálního hráče ragby Franka Machina v dramatu Ten sportovní život, jež mu vynesla cenu MFF Cannes, také nominaci na Oscara. Od té doby natáčel i několik filmů ročně.
Byl též obsazován do rolí panovníků jako králů Artuše ve filmu Kamelot a Richarda Lví srdce ve filmu Robin a Mariana. Ztvárnil též římského císaře Marca Aurelia ve filmu Gladiátor či Olivera Cromwella v historickém velkofilmu Cromwell. Tato role mu r. 1971 vynesla Cenu MFF Moskva za nejlepší mužský herecký výkon v hlavní roli.
Jako režisér debutoval roku 1970, dramatem Rozkvetlé hřiště, k němuž napsal i scénář. Přes úspěch to bylo jeho jediné režisérské dílo. Hlavní postavou tohoto dramatu je stárnoucí fotbalový hráč Eitan (jehož ztvárnil sám), který je vzorem pro desetiletého fanouška.
Na začátku 90. let se vrátil k divadlu, např. v hlavní roli Shakespearovy hry Jindřich IV. O tom, že byl nadaný i hudebně svědčí skutečnost, že za velký hit MacArthur's Park – jenž se dostal mezi 10 největších hitů v USA i Británii – nahraný r. 1968, obdržel Zlatou desku. Je mj. také autorem románu Honor Bound a básnické sbírky I in the Membership of My Days.
Naposledy se před kamerou objevil v r. 2002 ve filmu Harry Potter a Tajemná komnata. Celkem hrál v 72 filmech.

## Výběr z filmografie
- 2002 – Harry Potter a Tajemná komnata
- 2002 – Julius Caesar
- 2001 – Harry Potter a Kámen mudrců
- 2001 – Hrabě Monte Christo
- 2000 – Gladiátor
- 1999 – Medvědí vodopády
- 1997 – Zvoník u Matky Boží
- 1994 – Biblické příběhy
- 1993 – Zápas s Hemingwayem
- 1992 – Nesmiřitelní
- 1990 – Král Větru
- 1990 – Pastvina
- 1982 – Highpoint
- 1982 – Triumf muže zvaného Kůň (pokr. filmu z r. 1976)
- 1981 – Tarzan, opičí muž
- 1979 – Čas supů
- 1977 – Gulliverovy cesty
- 1977 – Orca zabiják
- 1976 – Návrat muže zvaného Kůň
- 1975 – Robin a Mariana
- 1974 – Ohrožení Britannicu
- 1971 – Cromwell
- 1970 – Muž v divočině
- 1970 – Rozkvetlé hřiště + scénář a režie
- 1968 – Camelot
- 1967 – Král Artuš a jeho družina
- 1966 – Havaj
- 1965 – Hrdinové z Telemarku: podle skutečných událostí
- 1964 – Pád Římského impéria
- 1964 – Červená pustina
- 1963 – Ten sportovní život
- 1962 – Vzpoura na Bounty
- 1961 – Děla z Navarone
- 1959 – Ginger Man in the West
- 1958 – Alive and Kicking

### Soukromý život
V roce 2000 byl v Paříži vyznamenán Cenou Evropské filmové a televizní akademie za celoživotní dílo.
Během svého života byl 2× ženatý, svou první manželku, herečku Elizabeth Rees-Williamsovou, si vzal roku 1957 a narodili se jim tři synové, kteří se vydali ve stopách rodičů a působí v oblasti filmu: Damian, filmový režisér; Jared, herec a Jamie, producent. Roku 1969 se rozvedli. V letech 1975–82 byl ženatý s herečkou Ann Turkelovou, toto manželství bylo bezdětné.
Již během natáčení Kamene mudrců (2001) se u něj objevila rakovina. Při práci na Tajemné komnatě (2002) už bylo jeho zdraví špatné. Onemocněl Hodgkinovým lymfomem – zhoubným nádorovým onemocněním mízních uzlin, následně se přidal ještě zápal plic. Zemřel 25. října 2002, dva týdny před premiérou Tajemné komnaty. (Zajímavostí je, že za svůj život natočil tolik filmů, kolik mu bylo let – 72.)
Po pohřbu byl dle svého přání zpopelněn a rozprášen u své vily na Bahamách.

## Památka
- Bronzová socha v životní velikosti nacházející se v malém přístavním městečku Kilkee v hrabství Clare na západním pobřeží Irska, znázorňuje herce ve věku 18 let, hrajícího squash. Socha je dílem Seamuse Connolyho. Socha byla slavnostně odhalena dne 30. září 2006, celou akci organizoval Harrisův dlouholetý přítel Manuel Di Lucia.
- Další hercova socha se nachází přímo v centru Limericku, jeho rodného města na předměstí zvaném Bedford Row. Zde je znázorněn jako král Artuš (jedna z jeho životních rolí) z filmu Kamelot (1968). Autorem je irský sochař Jima Connolyho – bratra již zmíněného Seamuse, jenž vytvořil hercovu sochu v Kilku – studenta umělecké školy v Limericku.
- V roce 2009 herec Mickey Rourke nazval Richarda DOBRÝM PŘÍTELEM A SKVĚLÝM HERCEM a věnoval mu svou cenu za nejlepšího herce, u příležitosti udílení cen Britské akademie filmového a televizního umění (BAFTA).
- Další z jeho hereckých kolegů, Clint Eastwood, s nímž si společně zahrál v Oscarem oceněném westernu Nesmiřitelní (1992), po jeho smrti prohlásil „Ztratili jsme skvělého herce a statečného člověka.“

## Ocenění a nominace

### Oscar
- 1963 – Nominace – Nejlepší mužský herecký výkon v hlavní roli – Ten sportovní život
- 1990 – Nominace – Nejlepší mužský herecký výkon v hlavní roli – Pastvina

### Zlatý glóbus
- 1968 – Výhra – Nejlepší mužský herecký výkon – Kamelot
- 1991 – Nominace – Nejlepší mužský herecký výkon – Pastvina

### Cena Grammy
- Výhra – Best Spoken Word Recording for Jonathan Livingston Seagull – 1973
- Nominace – Album of the Year for A Tramp Shining – 1968
- Nominace – Contemporary Pop Male Vocalist for MacArthur Park – 1968
- Nominace – Best Spoken Word, Documentary or Drama Recording for The Prophet – 1975

### MFF Moskva
- Výhra – Nejlepší herec – Cromwell – 1971

### MFF Cannes
- Výhra – Nejlepší herec – Ten sportovní život – 1963

### Paříž
- Cena Evropské filmové a televizní akademie – 2000

## Harry Potter
V roce 2001 dostal Richard nabídku k roli Albuse Brumbála, ředitele bradavické Školy čar a kouzel. Z počátku ji údajně nechtěl přijmout, přemluvila ho až jeho vnučka, která měla knihy o mladém kouzelníkovi velmi ráda a byla do něho doslova blázen a prý dědečkovi vyhrožovala, že pokud roli nepřijme, už s ním nepromluví.  Richard Harris měl původně ztvárnit Brumbála ve všech filmech, ale kvůli nemoci stihl natočit jen první dva. Někteří filmoví experti se domnívají, že by herec stejně vzhledem ke svému věku nezvládal závěrečné bojové scény. V posledním díle s názvem Relikvie smrti, který byl natočen roku 2011, by mu totiž bylo úctyhodných 81 let, což je opravdu vysoký věk na to, aby natočil tyto poměrně náročné scény, jež dají dost zabrat i při nižším věku. I když měl herec v plánu i třetí díl, už se k němu nedostal.

Krátce po natočení Vězně z Azkabanu (2004) se objevila anketa, který Brumbál je mezi lidmi oblíbenější: jestli ten Harrisův, či Gambonův. Názory se v různých státech liší, např. v USA, Kanadě či Francii je oblíbenější Gambon, zatímco třeba v Británii, Austrálii, Novém Zélandu a mj. i v Česku zvítězil Harris.[zdroj?]